# Cechenena minor
Cechenena minor là một loài bướm đêm thuộc họ Sphingidae. Loài này có ở miền bắc Ấn Độ, Nepal, Thái Lan, miền đông và miền nam Trung Quốc, Đài Loan, miền nam Nhật Bản và Việt Nam.
Sải cánh dài 90–98 mm. 
Ấu trùng ăn các loài Saurauia pundiana, Vitis và Amorphophallus ở Ấn Độ và Cayratia japonica in China.

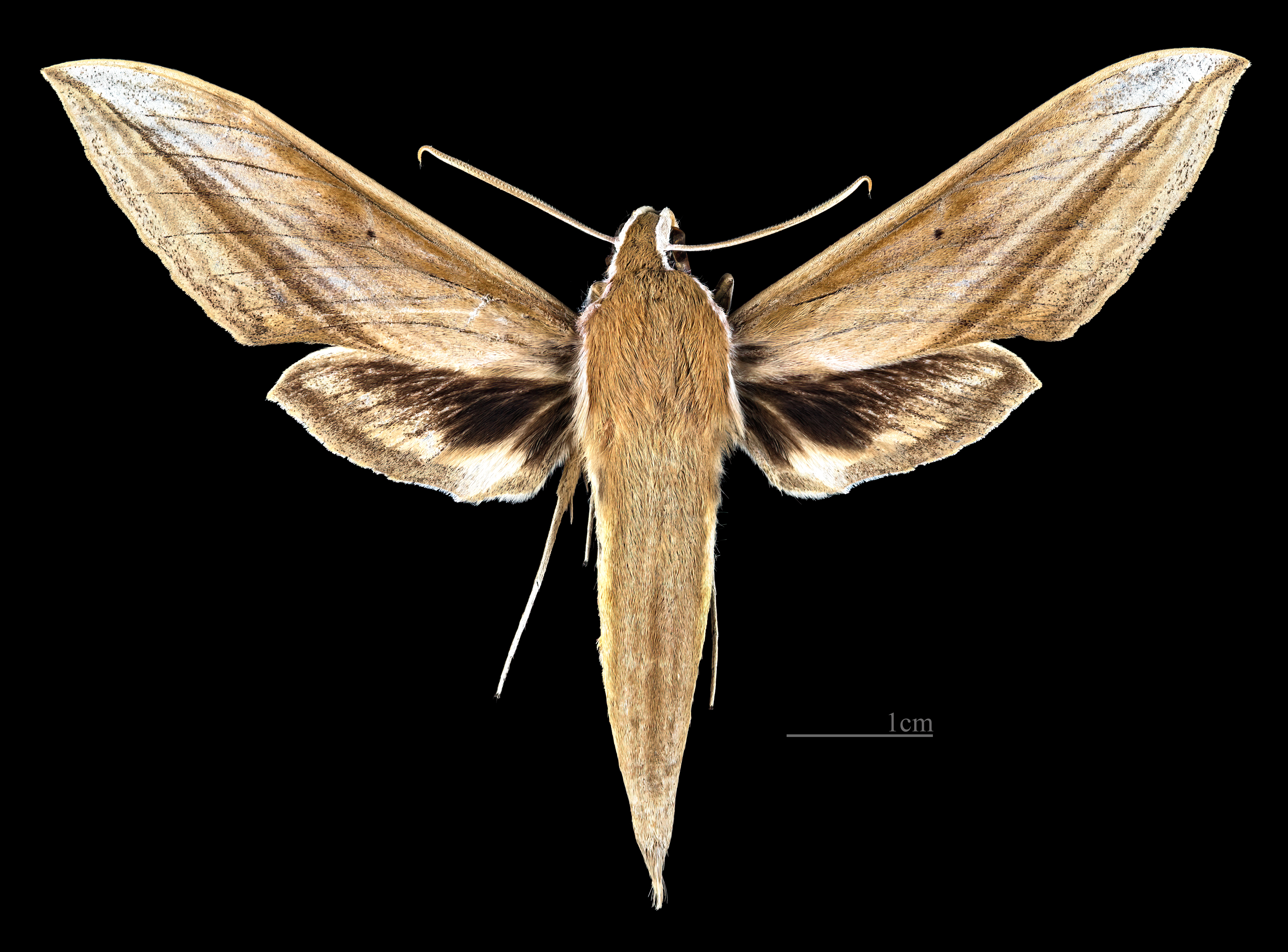
Cechenena minor ♂
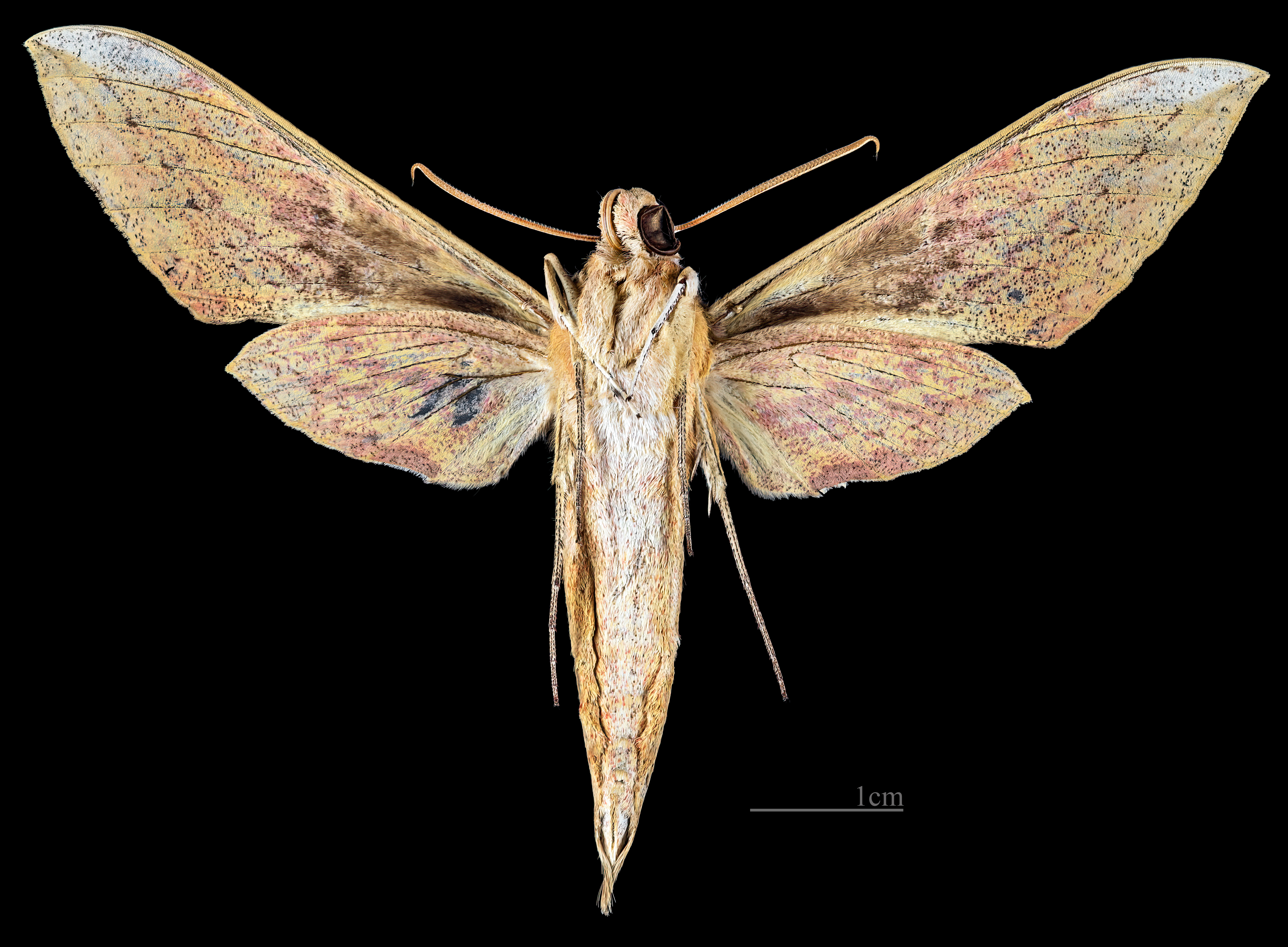
Cechenena minor ♂  △
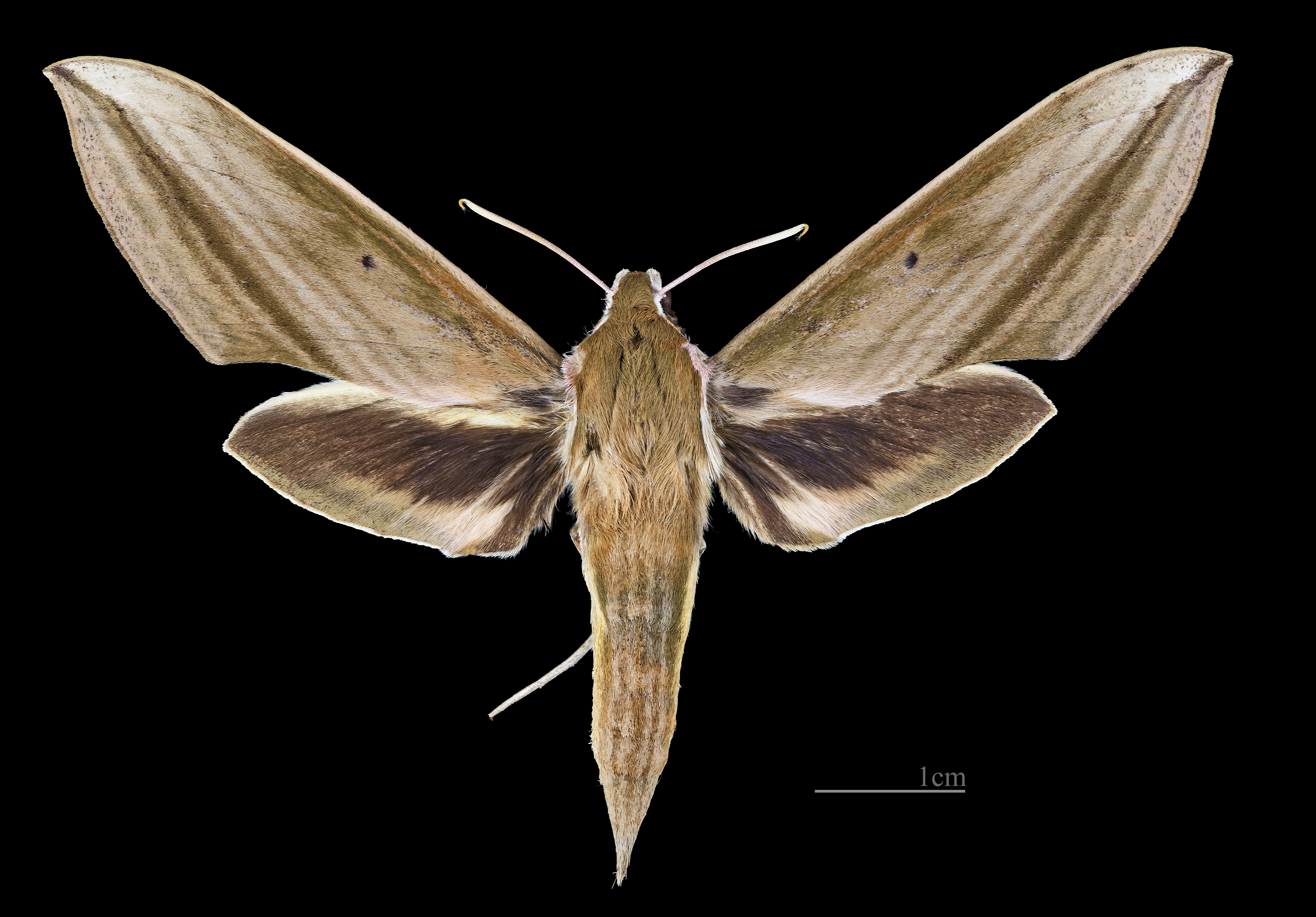
Cechenena minor ♀
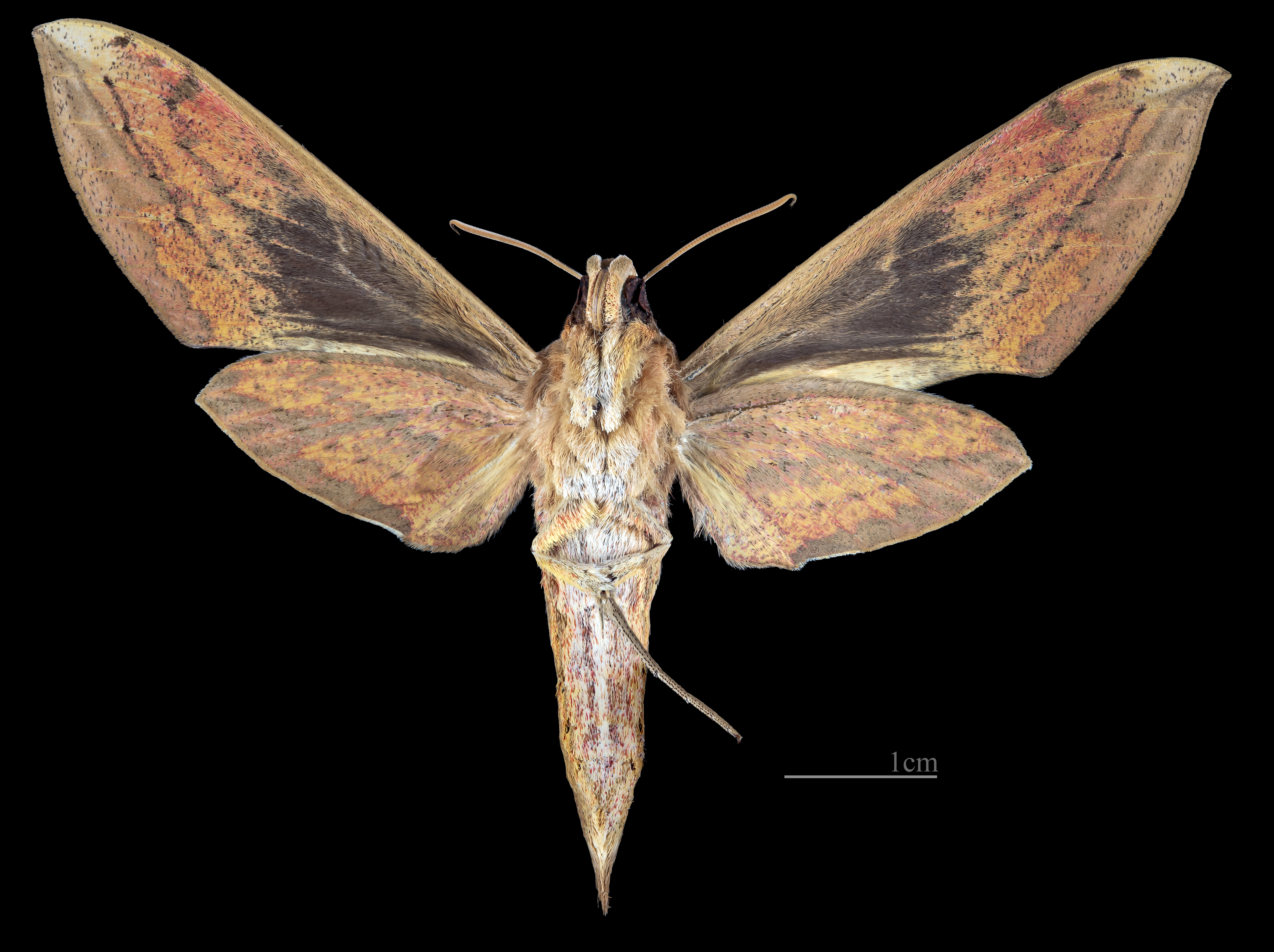
Cechenena minor ♀ △